# Albert von Schleswig-Holstein-Sonderburg-Augustenburg

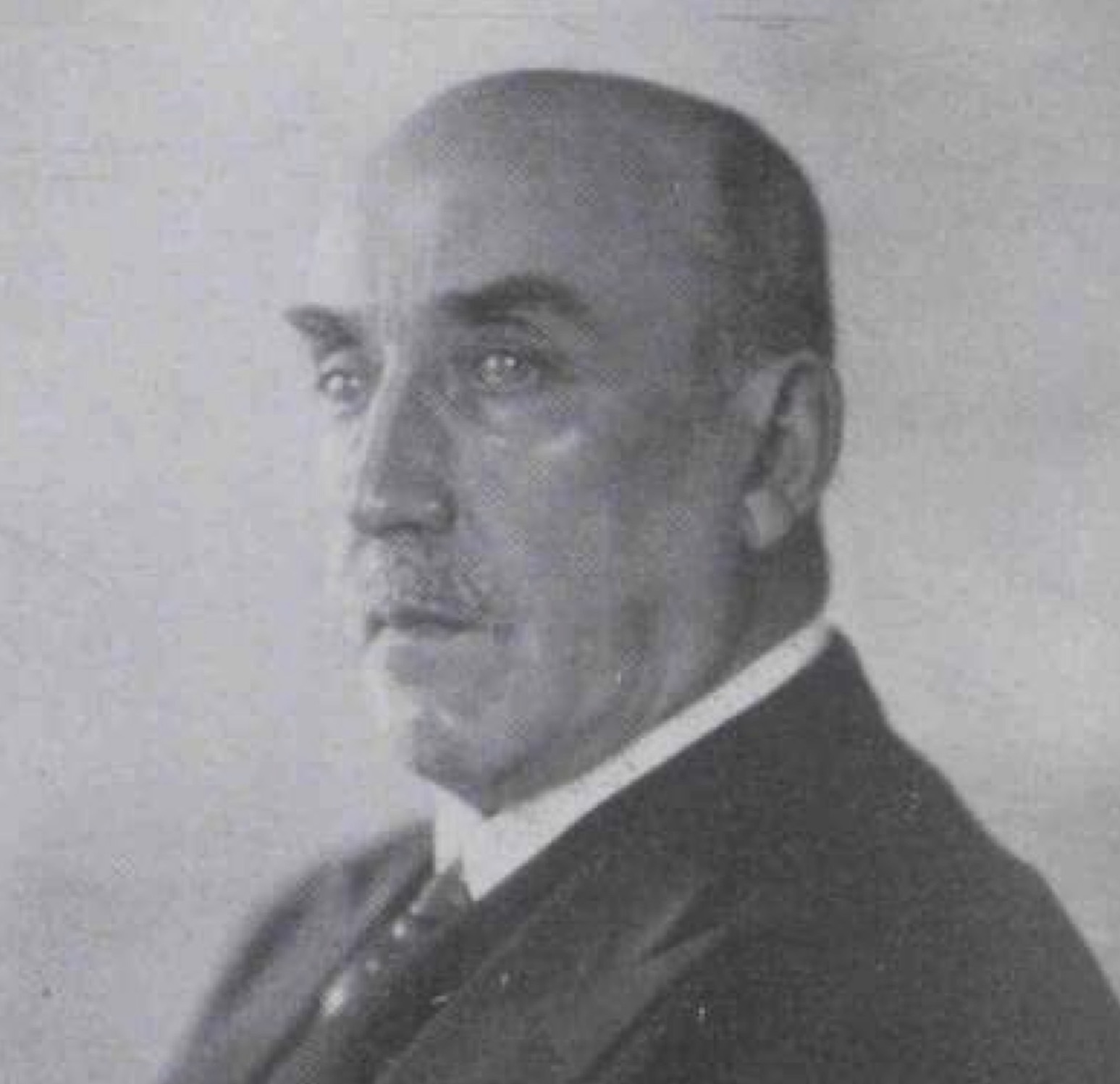
Albert von Schleswig-Holstein-Sonderburg-Augustenburg

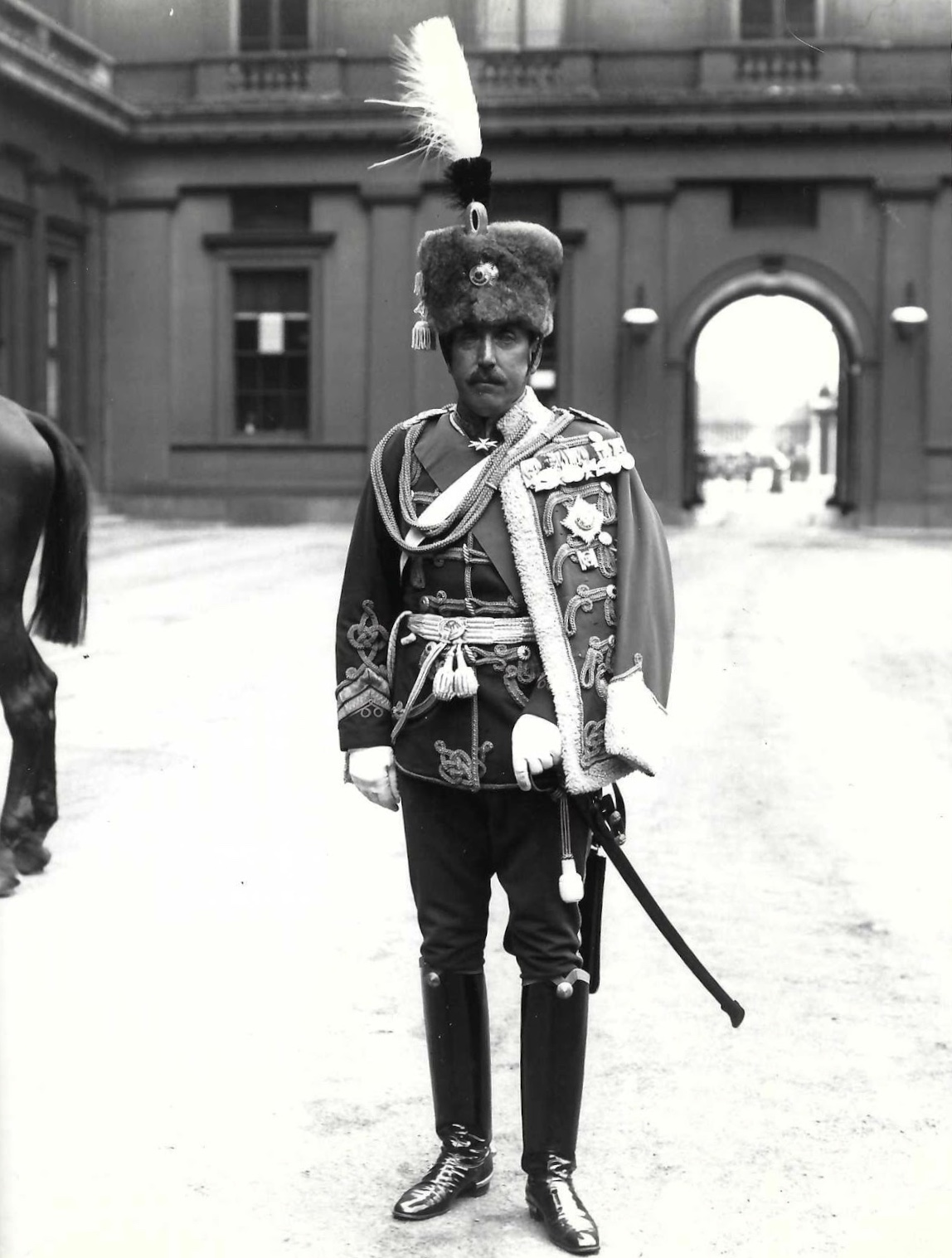
Albert von Schleswig-Holstein

Albert von Schleswig-Holstein-Sonderburg-Augustenburg, vollständiger Name: Prinz Albert John Charles Frederick Arthur George von Schleswig-Holstein-Sonderburg-Augustenburg (* 26. Februar 1869 auf Frogmore House, Windsor, Berkshire, England; † 27. April 1931 in Primkenau), war ein Mitglied der britischen königlichen Familie und von 1921 bis 1931 Oberhaupt und (Titular)-Herzog von Schleswig-Holstein. 

## Leben

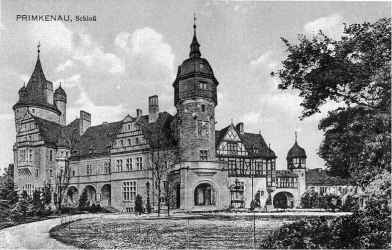
Schloss Primkenau, Ansicht des 1894 bis 1897 gebauten Herrenhauses von Primkenau

Prinz Albert war der zweite Sohn von Prinz Christian von Schleswig-Holstein-Sonderburg-Augustenburg (1831–1917) und dessen Ehefrau Prinzessin Helena von Großbritannien und Irland (1846–1923), der dritten Tochter von Königin Victoria und Prinzgemahl Albert von Sachsen-Coburg und Gotha. Wie sein älterer Bruder, Prinz Christian Victor, war auch Prinz Albert für eine militärische Karriere bestimmt. Während jedoch sein Bruder in der britischen Armee war, diente Albert in der preußischen Armee und avancierte zum Oberstleutnant. Während des Ersten Weltkrieges diente er nicht an der Front.
Am 22. Februar 1921 folgte er seinem Cousin, dem jüngeren Bruder der letzten Deutschen Kaiserin Auguste Viktoria, Herzog Ernst Günther von Schleswig-Holstein-Sonderburg-Augustenburg (1863–1921), als Oberhaupt und (Titular)-Herzog von Schleswig-Holstein. Da Herzog Albert unverheiratet starb, erlosch mit ihm die Linie Schleswig-Holstein-Sonderburg-Augustenburg im Mannesstamm. Sein Nachfolger als Chef des Hauses Schleswig-Holstein wurde Herzog Friedrich Ferdinand von Schleswig-Holstein-Sonderburg-Glücksburg.

### Illegitime Tochter
Valerie Marie zu Schleswig-Holstein (* 3. April 1900 in Liptovský Mikuláš, Ungarn; † 14. August 1953 in Villefranche-sur-Mer, Suizid) wurde als Valerie Marie Schwalb geboren. Herzog Albert erkannte Valerie zehn Tage vor seinem Tod als seine Tochter an, ihre Mutter war Baronin Berta Marie-Madeleine von Wernitz. Sie war in erster Ehe mit Ernst Johann Wagner verheiratet. Nach der Scheidung dieser Ehe 1938 heiratete Valerie am 15. Juni 1939 in Berlin-Charlottenburg Engelbert III. Charles 10. Herzog von Arenberg (1899–1974), Sohn von Engelbert II. Prosper Herzog von Arenberg und Hedwige Marie Gabrielle Prinzessin von Ligne.

## Name in verschiedenen Lebensphasen
- 1869–1917: Seine Hoheit Prinz Albert von Schleswig-Holstein-Sonderburg-Augustenburg
- 1917–1921: Seine Hoheit Prinz Albert
- 1921–1931: Seine Hoheit Albert Herzog von Schleswig-Holstein